# Giado
Giado ou Djādū (en berbère nafusi : Fsatou, Fessatou, Fessato ; arabe : جادو /dʒadu/) est une ville de Libye et la capitale de la partie orientale du Djebel Nefoussa. Elle se situe dans la chabiya d'al Jabal al Gharbi, dans la région historique de la Tripolitaine. La population est d'environ 11 500 habitants.
Le nom Giado est souvent utilisé pour désigner le camp de concentration de Giado construit par l'administration coloniale italienne durant la Seconde Guerre mondiale.
2 600 Juifs de Cyrénaïque se retrouvent ainsi dans le camp d'internement de Giado, isolé dans le Djebel Nefoussa au sud de Tripoli. Les privations et une épidémie de typhus causèrent la mort de 564 Juifs. La liberté est rendue aux prisonniers après la libération de Tripoli en janvier 1943, I.